# Ellen Streidt
Ellen Streidt (z domu Strophal, ur. 27 lipca 1952 w Wittstock/Dosse) – wschodnioniemiecka lekkoatletka specjalizująca się w biegach sprinterskich, dwukrotna uczestniczka igrzysk olimpijskich w latach 1972 i 1976, dwukrotna medalistka olimpijska z 1976 z Montrealu: złota w sztafecie 4 x 400 metrów oraz brązowa w biegu na 400 metrów.

## Finały olimpijskie
- 1972 – Monachium, bieg na 200 m – 4. miejsce
- 1976 – Montreal, sztafeta 4 × 400 m – złoty medal
- 1976 – Montreal, bieg na 400 m – brązowy medal

## Inne osiągnięcia
- 1971 – Helsinki, mistrzostwa Europy – srebrny medal w sztafecie 4 × 100 m
- 1974 – Rzym, mistrzostwa Europy – dwa medale: złoty w sztafecie 4 × 400 m oraz srebrny w biegu na 400 m

## Rekordy życiowe
- bieg na 100 m – 11,0 – 1972
- bieg na 200 m – 22,73 – 1973
- bieg na 400 m – 50,15 – 1976